# Oinophila v-flavum
The Yellow V Moth (Oinophila v-flava) là một loài bướm đêm thuộc họ Tineidae. Nó phân bố rộng rãi ở các khu vực ôn hòa khí hậu từ châu Âu đến Nam Phi, Bắc Mỹ và Hawaii.
Sải cánh dài khoảng 10 mm. Ở Tây Âu, con trưởng thành hoạt động từ tháng 7 đến tháng 9 và thường bay vào ban đêm.
Ấu trùng ăn nhiều loài lau.